# Секст Кальпурний Агрикола
Секст Кальпурний Агрикола (лат. Sextus Calpurnius Agricola; около 125—169) — государственный и военный деятель Римской империи, консул-суффект 154 года.

## Биография
О дате и месте рождения, а также семье мало сведений. В 154 году назначен консулом-суффектом вместе с Гаем Юлием Статием Севером. С 158 года как Императорский легат—пропретор управлял провинцией Верхняя Германия. В 161 году он был назначен имперским легатом в провинцию Британия. Во время своей каденции Агриколе пришлось подавлять многочисленные восстания на севере и в центре Британии. В связи с этим он в 163 году покинул вал Антонина и область Каледония (современная Южная Шотландия), отведя легионы за вал Адриана.
В 166 году стал императорским легатом—пропретором в провинции Дакия и главой V Македонского легиона. Принял активное участие в войне с маркоманами, квадами, убиями и языгами. В 168 году он был назначен наместником провинции Нижняя Мезия. Совершил успешный поход в северные Альпы. Он умер во время кампании 169 года.